# Abu Sa'id Gorgani
Abu Sa'id Goragani (Persan: ابو سعيد گرگاني) ou Gorgani était un mathématicien et un astronome iranien du IXe siècle.
Il a rédigé un traité sur des problèmes géométriques et d'autres sur le schéma du méridien.